# 20274 Halperin
20274 Halperin è un asteroide della fascia principale. Scoperto nel 1998, presenta un'orbita caratterizzata da un semiasse maggiore pari a 2,4844446 UA e da un'eccentricità di 0,0943530, inclinata di 0,13794° rispetto all'eclittica.